# Darondo
William Daron Pulliam, pseudonyme Darondo, né le 5 octobre 1946 à Berkeley (Californie) et mort le 9 juin 2013, est un chanteur de funk et de soul.

## Biographie
Il chante dans la région de San Francisco durant les années 1960 et les années 1970 sous le pseudonyme Darondo; sa voix falsetto est à mi-chemin entre Ronald Isley et Al Green.
Peu connu du public excepté par des fanatiques du genre, Darondo est tenu en haute estime par ceux-ci. Le mythe qui l'entoure veut qu'il ait été un souteneur, même s'il l'a toujours nié.

## Cinéma et télévision
En 2008, la chanson Didn't I a été utilisée dans l'épisode 4 de la saison 1 de la série Breaking Bad.
Ce morceau a également été utilisé en 2010 dans les films Night Catches Us (en) et Rendez-vous l'été prochain, en 2013 dans le film Casse-tête chinois, en 2017 dans l'épisode 7 de la saison 1 de la série The Deuce et en 2019 dans la série Vernon Subutex.
La chanson Legs a pu être entendue en 2009 dans l'épisode 8 de la saison 1 de Life on Mars.

## Discographie
- 2006 - Let my People Go, Ubiquity Records
- 2011 - Listen to my Song, the Music City sessions, Omnivore Recordings